# 唐龍 (明朝)
唐龍（1477年—1546年），字虞佐，號漁石，浙江蘭溪縣（今浙江省蘭溪市）人，明朝政治人物，正德戊辰進士，嘉靖间累官吏部、刑部、兵部尚書。諡文襄。

## 生平
唐龍早年受業於同縣章懋。弘治十四年（1501年）舉辛酉科浙江鄉試，正德三年（1508年），登進士，授山東郯城縣知縣。正德六年（1511年），畿內爆發劉六劉七起義，席捲多省，唐龍數次抵禦劉六進攻。父喪丁憂去職。
服除，授監察御史，出按雲南。錢寧義父參將盧和坐罪當死，錢寧為奏辯，下鎮撫覆勘。恰會遣官錄囚，錢寧下屬欲出面和解，為唐龍所逮捕，正其罪。再出按江西。
正德十六年（1521年），世宗即位。七月唐龍升任陝西提學副使，嘉靖五年（1526年）十一月遷山西按察使，六年十二月召為太僕寺卿。
嘉靖七年（1528年）二月，唐龍升任都察院右僉都御史，總督漕運兼巡撫鳳陽諸府。八年十月召拜為右副都御史，回都察院管事。九年十二月升任吏部右侍郎，十年八月升左侍郎。嘉靖十一年（1532年），陝西發生大饑荒。吉囊擁眾臨邊，延綏告警。明世宗命唐龍擔任兵部尚書、三邊總督并兼理振濟，發內帑金三十萬前往。唐龍用總兵官王效、梁震，屢次擊退敵軍。
嘉靖十四年（1535年），召為刑部尚書。九廟修成，唐龍上充軍應赦者一百四十人，除豐熙、楊慎、王元正、馬錄、呂經、馮恩、劉濟、邵經邦外，其餘人全部釋放。尚書六年考滿，十六年（1537年）八月加太子少保。十七年四月，唐龍遂以母老乞歸侍養。
嘉靖二十三年（1544年）八月，再起用為南京刑部尚書，隨即于十二月改任南京吏部尚書。次年兵部尚書戴金罷免，世宗召還唐龍替任，四月兼提督团营军务。太廟修成后，加太子太保。十二月代熊浹為吏部尚書，其為官勞績，凡事均諮詢僚佐，因年迈多病，動輒為僚佐所欺。御史陳九德劾前選郎高簡罔上行私，連及唐龍衰暮。高簡下詔獄，唐龍引疾辭職未成，吏科給事中楊上林、徐良輔又疏論高簡之事，世宗下詔，高簡杖刑六十遣戍，楊上林、徐良輔因不早言罷官，唐龍則黜為民，嘉靖二十五年（1546年）七月卒於回鄉途中，享年七十。經過數年，其子翰林院修撰唐汝楫上疏辯解，朝廷復其原職，追贈少保，諡文襄。唐龍曾與嚴嵩為善，其罷官之事，實為夏言所為。

## 著作
唐龍文風浩瀚，作詩尤长于五言。有《易经大旨》、《群忠录》、《黔南集》、《江右集》、《关中集》、《晋阳集》及《淮阳集》等，今存《渔石集》四卷。

## 墓葬
浙江兰溪的唐龍墓在1954年4月被发掘，出土有墓志铭。
- 《明故光禄大夫太子太保吏部尚書贈少保謚文襄渔石唐公墓志铭》
賜進士及第光禄大夫柱國少保兼太子太保禮部尚書東閣大學士華亭徐阶撰
前翰林院待詔將仕佐郎兼修國史長洲文徵明書
賜進士出身资善大夫禮部尚書兼翰林院學士泰和歐陽德篆盖

## 家族
曾祖唐仕新。祖父唐賢，思州府推官。父唐學，號篁屿。母郑氏。具庆下，弟熊、豹、豸、鳳。唐熊，字虞弼，號右石。

## 延伸阅读
[在维基数据编辑]
 《明史卷二百〇二》，出自《明史》

| 官衔        | 官衔                       | 官衔          |
| ----------- | -------------------------- | ------------- |
| 前任： 聶賢 | 明朝刑部尚書 1535年-1538年 | 繼任： 楊志學 |
| 前任： 戴金 | 明朝兵部尚書 1545年        | 繼任： 路迎   |
| 前任： 熊浹 | 明朝吏部尚書 1545年-1546年 | 繼任： 周用   |